# Cuscús de Rothschild
El cuscús de Rothschild (Phalanger rothschildi) és una espècie de marsupial de la família dels falangèrids. És endèmic d'Indonèsia. Fou anomenat en honor del banquer i zoòleg britànic Lionel Walter Rothschild.